# 飛黃騰達7
飛黃騰達7為美國真人秀《飛黃騰達》的第七輯，於2008年1月3日開始於美國NBC頻道播出。本輯亦命名為名人版飛黃騰達（The Celebrity Apprentice，港譯飛黃騰達 - 名人版，陆译名人学徒）。香港無綫電視明珠台於2008年6月7日起播放。

## 本輯的不同之處
本輯從第六輯的比賽地南加州的洛杉磯返回紐約市作出比賽。
本輯的參賽者全是美國的知名人物（除Omarosa外），並為他們支持的慈善機構籌款，每集勝出的項目經理能為其機構籌得一筆款項，最後勝出者能為其機構獲得25萬美金。
他們全部入住於紐約市的杜林普大廈（Trump Tower）。

## 參賽者
下表為本季度的參賽者，以其原隊伍作出排列。隊伍最初以當初的分組方法：男女各一組來分組。男方的隊伍名為九頭蛇（Hydra）（港譯：許德拉），女方的隊伍名為實業家（Empresario）（港譯：企業家）。
| Team 1 | Team 2 |
| ------ | ------ |
| 九頭蛇 | 實業家 |

註：括號內的中文名字為香港（明珠台）譯名
| 參賽者姓名                                                              | 年齡 | 家鄉       | 代表慈善團體                             | 結果           |
| ----------------------------------------------------------------------- | ---- | ---------- | ---------------------------------------- | -------------- |
| Piers Morgan（皮爾斯 摩根） - 編輯/全美一叮評審                         | 42   | 英國Newick | 英烈基金                                 | 獲得最後勝利   |
| Trace Adkins（卓斯 艾堅士） - 鄉村樂名星                                | 45   | 路易斯安那 | 食物過敏反應網                           | 最後一週被解僱 |
| Carol Alt（卡羅 奧特） - 模特兒/演員/作家                               | 47   | 紐約       | Tony Alt紀念基金                         | 第十二週被解僱 |
| Lennox Lewis（倫諾士 劉易斯） - 重量級拳擊冠軍                          | 42   | 倫敦       | 穆罕默德阿里中心                         | 第十二週被解僱 |
| Stephen Baldwin（史提芬 寶雲） - 演員                                   | 41   | 紐約       | 嘉露寶雲（Carol M. Baldwin）乳癌研究基金 | 第十一週被解僱 |
| Omarosa（奧馬羅莎） - 第一季參賽者                                      | 33   | 俄亥俄州   | 青年輔導項目                             | 第十週被解僱   |
| Tito Ortiz（鐵托 阿提茲） - 職業摔角選手                                | 32   | 加利福尼亞 | St. Jude兒童研究醫院                     | 第九週被解僱   |
| Marilu Henner（瑪麗露 亨納爾） - 演員/作家                              | 55   | 伊利諾伊州 | 放心藥醫師委員會                         | 第八週被解僱   |
| Nely Galán（妮莉 加蘭） - 企業家/Telemundo電視網前總裁                  | 44   | 古巴       | Count Me In組織                          | 第六週被解僱   |
| Vincent Pastore（文森特 帕斯托） - 演員                                 | 44   | 紐約       | Lustgarten胰腺癌研究基金                 | 第五週請辭     |
| Jennie Finch（珍妮 芬奇） - 奧運壘球金牌選手                            | 27   | 加利福尼亞 | 特殊奧運會                               | 第四週被解僱   |
| Gene Simmons（真 西蒙斯） - Kiss樂隊創立成員之一/商人                   | 58   | 紐約市     | Elizabeth Glaser兒童愛滋病基金           | 第三週被解僱   |
| Nadia Comaneci（納迪亞 歌曼妮芝） - 奧運體操金牌選手                    | 46   | 羅馬尼亞   | 特殊奧運會                               | 第二週被解僱   |
| Tiffany Fallon（蒂芬妮 法倫） - 花花公子05年度玩伴女郎/01年佐治亞州小姐 | 33   | 佛羅里達州 | Walter Reed社團                          | 第一週被解僱   |

## 每週戰果
| 參賽者          | 原隊伍 | 第三週時 | 第六週時 | 第七週時 | 第八週時 | 結果           | 項目經理時成蹟                   |
| --------------- | ------ | -------- | -------- | -------- | -------- | -------------- | -------------------------------- |
| Piers Morgan    | 九頭蛇 | 九頭蛇   | 九頭蛇   | 九頭蛇   | 九頭蛇   | 獲勝           | 2-1 （於第7,10週勝出,第5週落敗） |
| Trace Adkins    | 九頭蛇 | 九頭蛇   | 九頭蛇   | 實業家   | 實業家   | 最後一週被解僱 | 0-2 （於第7,11週落敗）           |
| Carol Alt       | 實業家 | 實業家   | 實業家   | 九頭蛇   | 九頭蛇   | 於第12週被解僱 | 2-0 （於第5,9週勝出）            |
| Lennox Lewis    | 九頭蛇 | 九頭蛇   | 九頭蛇   | 九頭蛇   | 九頭蛇   | 於第12週被解僱 | 2-0 （於第6,11週勝出）           |
| Stephen Baldwin | 九頭蛇 | 九頭蛇   | 實業家   | 實業家   | 實業家   | 於第11週被解僱 | 2-0 （於第1,8週勝出）            |
| Omarosa         | 實業家 | 實業家   | 實業家   | 九頭蛇   | 實業家   | 於第10週被解僱 | 0-3 （於第1,6,10週落敗）         |
| Tito Ortiz      | 九頭蛇 | 九頭蛇   | 九頭蛇   | 實業家   | 實業家   | 於第9週被解僱  | 1-1 （於第3週勝出,第9週落敗）    |
| Marilu Henner   | 實業家 | 實業家   | 實業家   | 實業家   | 九頭蛇   | 於第8週被解僱  | 0-2 （於第4,8週落敗）            |
| Nely Galán      | 實業家 | 實業家   | 實業家   |          |          | 於第6週被解僱  | 0-1 （於第2週落敗）              |
| Vincent Pastore | 九頭蛇 | 九頭蛇   |          |          |          | 於第5週請辭    | 1-0 （於第4週勝出）              |
| Jennie Finch    | 實業家 | 實業家   |          |          |          | 於第4週被解僱  |                                  |
| Gene Simmons    | 九頭蛇 | 實業家   |          |          |          | 於第3週被解僱  | 1-1 （於第2週勝出,第3週落敗）    |
| Nadia Comaneci  | 實業家 |          |          |          |          | 於第2週被解僱  |                                  |
| Tiffany Fallon  | 實業家 |          |          |          |          | 於第1週被解僱  |                                  |

## 每週概要

### 第一週 - Selling Hot Dogs
- 美國播映日期：2008年1月3日
- 明珠台播映日期：2008年6月7日
- 贊助公司：Sabrett （提供熱狗）
- 任務： 每組需在紐約市的街道上售賣熱狗，組員可用任何方法賺取最大營業額。
- Hydra 項目經理：Stephen Baldwin
- Empresario 項目經理：Omarosa
- 評審：Donald Trump; Ivanka Trump; Donald Trump, Jr.
- 勝出隊伍: Hydra 
  - 勝出原因： Hydra 使用他們的名人效應。
- 落敗隊伍：Empresario
  - 落敗原因：Empresario 並沒有利用她們的名人效應，並只在街上叫賣。大部份的熱狗售價也比 Hydra 低。
  - 進入「最後會議室」的參賽者: Omarosa, Tiffany Fallon及Carol Alt
- 被解僱： Tiffany Fallon，她表示想保留其聯絡人Hugh Hefner於更適合的任務，但杜林普說他能為隊伍帶來重大收入。
- 特別事項：
  - 這次是首次能讓勝出的隊伍在其作戰會議室觀看落敗隊伍於會議室的過程。之前只有第六輯允許項目經理觀看。
  - Tito Ortiz請來了他的女朋友Jenna Jameson來協助此任務
  - Jennie Finch請來棒球隊伍New York Mets的三壘手David Wright來協助此任務
  - Gene Simmons請來了他的很多聯絡人（包括其Kiss樂隊成員Paul Stanley）來捐助金錢。Marilu Henner也同樣邀請了很多人來，不管Omarosa原本並沒打算使用名人效應。

### 第二週 - Pedigree Community Awareness Ad
- 美國播映日期：2008年1月10日
- 明珠台播映日期：2008年6月14日
- 贊助公司：寶路（Pedigree）
- 任務： 每組需創作一個令人感動的宣傳廣告，來宣傳寶路的狗糧及寶路收養動物機構。
- Hydra 項目經理：Gene Simmons
- Empresario 項目經理：Nely Galán
- 評審：Donald Trump; Ivanka Trump; Donald Trump, Jr.; Terry Lundgren
- 勝出隊伍: Hydra 
  - 勝出原因： Hydra 有效地利用Trace Adkins的深情聲音來錄製宣傳聲帶，並使用Lennox Lewis作為主角。
- 落敗隊伍：Empresario
  - 落敗原因：Empresario 並沒有有效於廣告上利用她們的名人力量，及宣傳聲帶的聲音使人討厭。
  - 進入「最後會議室」的參賽者: Nely Galán, Carol Alt及Nadia Comaneci
- 被解僱： Nadia Comaneci，她並沒有展示其領導能力於其他隊員上。
- 特別事項：
  - Tito Ortiz及其他 Hydra 隊隊員對Gene Simmons及Stephen Baldwin於後期製作時獨攬大權感到不安。
  - Hydra 所製作的宣傳廣告於美國電視節目Westminster Kennel Club Dog Show中播映。
  - Gene Simmons於製作期間冒險地不和Pedigree高層會面，因為他認為時間非常緊逼。
  - Gene Simmons無禮對待Ivanka並產生小衝突，當Ivanka詢問比賽情況的時候Gene說「She'll wait（她會等待）」，而且，Simmons因她是女性而懷疑她會否告訴 Empresario 隊關於 Hydra 的行動。Gene隨後於會議室內對Ivanka道歉。

### 第三週 - Mr. Outside the Box
- 美國播映日期：2008年1月17日
- 贊助公司： 柯達公司
- 任務： 兩隊需凸顯柯達為一家可以為消費者大幅節省金錢的打印機墨水生產商。兩隊均獲提供一輛Airstream 拖車，以進行路邊推廣。
- Hydra 項目經理: Tito Ortiz
- Empresario 項目經理: Gene Simmons
- 評審： Donald Trump, Ivanka Trump, Jim Cramer
- 勝出隊伍: Hydra
  - 勝出原因：雖然在說明上不及 Empresario 仔細，但 Hydra 正確表達了柯達希望推廣的訊息 （打印機更省墨）。而且，Hydra 亦比 Empresario 取得更多收益。
- 落敗隊伍：Empresario
  - 落敗原因：儘管評審認為他們的說明更佳，但 Empresario 沒有使用適合的訊息，只著眼於打印機性能而非墨水。
  - 進入「最後會議室」的參賽者:  Gene Simmons、Jennie Finch 及 Omarosa
- 被解僱：Gene Simmons，因其餘兩位進入「最後會議室」的人在任務中都沒有犯錯。Gene 確信自己所想的訊息才是正確、只是柯達公司看不到。為表示負起全部責任，他故意作此舉令自己被解僱。
- 特別事項：
  - Gene Simmons 於本任務開始時在 Trump 邀請下前往 Empresario 隊，這是第一次同一人連續分別在兩隊都擔任項目經理（第二週在 Hydra、第三週在 Empresario）
  - 當 Stephen Baldwin、Lennox Lewis 和 Tito Ortiz 拍最後一楨照片時弄顛的會議室桌子，令桌的的咖啡倒瀉而弄壞了設計師的桌上電腦上。
  - Stephen請來 Alec Baldwin 協助 Hydra，他並買了幾台打印機。
  - Jim Cramer 直言不喜歡 Hydra 的馬虎說明，感覺就算置身垃圾場而非來了解柯達墨水。
  - Gene Simmons 原本只希望帶 Omarosa 進入「最後會議室」，Trump 認為此舉只會妨害自己、並暗示應帶 Nely Galán 進去。Trump 容許 Gene 請另一位參加者，而 Gene 決定帶 Jennie Finch。
  - Trump 告訴 Gene 柯達高層不喜歡 Nely 在會面時的舉止，但 Gene 堅持 Nely 不應被解僱，而且柯達公司的產品訊息才是錯的。即使 Trump 強烈建議他帶 Nely 回「最後會議室」，Gene 依然拒絕，而他的自主性和對自己信念的固執最終導致他被解僱。
  - Tito Ortiz 在是次任務中為其慈善團體籌得 $20,000。

### 第四週 - A Knight on Broadway
- 播映日期: January 24, 2008
- 贊助公司: Nederlander Producing Company of America
- 任務: 兩隊要售賣 百老匯 音樂劇門票，籌得最多金錢者勝。
- Hydra 項目經理: Vincent Pastore
- Empresario 項目經理: Marilu Henner
- 評審: Donald Trump, Ivanka Trump, Vince McMahon
- 勝出隊伍: Hydra
  - 勝出原因：Hydra 在最後一分半鐘時從 Piers Morgan 的聯絡人Richard Branson得到$10,000，比 Empresario 多出 $2,000。
- 落敗隊伍: Empresario
  - 落敗原因: 僅以 $2,000之差落敗， Nely Galán 的聯絡人因交通擠塞遲到而未能將金額計算在內。
  - 進入「最後會議室」的參賽者: Marilu Henner、Carol Alt 及 Jennie Finch
- 被解僱: Jennie Finch，因她未能適應如飛黃騰達 般殘酷激烈的商場環境。
- 特別事項:
  - Marilu Henner 得到百老匯的 David Hyde Pierce 幫助、而 Bob Saget 亦到了 Hydra 那兒買票。
  - Vincent Pastore 讚揚 Piers Morgan 帶來大筆收入，而且願意打扮成騎士招徠，也稱他為 Hydra 隊中的MVP。
  - Marilu Henner 選擇 Jennie Finch 和 Carol Alt，因她覺得二人是隊中最弱的隊員。
  - Empresario 隊員開始質疑 Omarosa 在隊中的作用，Carol Alt 更在會議室中明言。
  - Ivanka Trump 指出 Marilu Henner 是隊中唯人有機會帶來勝利，只有她才想出好主意。
  - Vincent Pastore 在是次任務中為其慈善團體籌得 $50,000 。

### 第五週 - The Croc and the Rat
- 美國播映日期：2008年1月31日
- 明珠台播映日期：2008年7月12日及7月19日
- 贊助公司: Crocs
- 任務: 兩隊要為 Crocs 製作一個為捐贈涼鞋給第三世界兒童的推廣活動。
- Hydra 項目經理: Piers Morgan
- Empresario 項目經理: Carol Alt
- 評審: Donald Trump、Ivanka Trump、Donald Trump, Jr.
- 勝出隊伍: Empresario
  - 勝出原因: 雖然評審擔心他們設計品的成本，但認為他們的設計更有效和更有創意。
- 落敗隊伍: Hydra
  - 落敗原因: 他們的設計被認為不及另一隊有創意，而且在說明不上及另一方全面。雖然評審很喜歡 Trace Adkins 想出的口號「Wear Them, Share Them」，但 Hydra 除了一個捐贈箱以外，就再沒其他輔助，例如傳單、T裇等。
  - 進入「最後會議室」的參賽者: 沒有進入「最後會議室」的的必要
- 離開比賽: Vincent Pastore，因不忿攻訐的比賽環境。他亦說如果 Piers Morgan 被解僱，他願意留下。
- 特別事項:
  - 在其中一段自白中，Omarosa 嘲笑 Carol Alt ，並聲稱不喜歡她，但她是第一位跑去擁抱 Carol　的人。
  - Vincent Pastore 與他前妻 Nancy Berke 吃飯時，他拿出上集贏出的支票出來給她驚喜。
  - Piers Morgan 要求 Vincent Pastore 擔任 Empresario 的臥底，導致最後兩面不是人。在任務完結時，Vincent、Stephen Baldwin 和 Trace Adkins 對 Piers 完全失去尊重，認為應解僱他。這也埋下其後與 Omarosa 和 Stephen 的不和。連 Nely Galán 也對此行徑表示嘔心，並希望 Piers 會被開除。
  - Stephen Baldwin 雖然非難臥底行動，但仍與 Piers Morgan 一起取笑 Empresario。
  - Donald Trump以教父 為喻， 他自比 Vito Corleone（維托·柯里昂），而 Vincent Pastore 則是 Luca Brasi
  - 今集最後的片段是模仿電視劇 黑道家族 （又譯人在江湖）結局篇。
  - Tito Ortiz 因出賽而缺席今次任務，並於下一集再參賽。
  - Carol Alt 是本輯節目中首位、也是唯一一位女性成功以項目經理身份勝出。
  - 首次兩小時版本。
  - Carol Alt 在是次任務中為其慈善團體籌得 $20,000。此外，10,000 對鞋將會以她名義送去第三世界國家。

### 第六週 - Window of Opportunity
- 播映日期: 2008年2月7日
- 贊助公司: Serta舒達旗下的Vera Wang
- 任務:  各隊需設計一個使用演員在櫥窗推廣Vera Wang新床墊系列的活動櫥窗。
- Hydra 項目經理: Lennox Lewis
- Empresario 項目經理: Omarosa
- 評審: Donald Trump; George Ross; Donald Trump, Jr.
- 勝出隊伍: Hydra
  - 勝出原因: Hydra 在與Vera Wang 及 Serta 高層討論後，得悉 Serta 希望跳出現時的婚禮形象；Hydra 利用此資訊幫助他們跳出框框、以致設計出比 Empresario 更創新的活動櫥窗。
- 落敗隊伍: Empresario
  - 落敗原因: Empresario 展示了新婚為主題，被評為過於保守及缺乏創意。
  - 進入「最後會議室」的參賽者: Omarosa, Marilu Henner 及 Nely Galán
- 被解僱: Nely Galán, 因沒有協助 Omarosa 想出更好的概念、以及其表現不及之前理想。
- 特別事項:
  - 任務開始前Trump 說服 Stephen Baldwin 調往 Empresario 隊伍。這是避免 Stephen 因之前任務中 Piers 在會議室稱他為偽君子引起衝突而辭退比賽。這是 Trump首次非以兩隊人數不均為由而調動隊伍。
  - Tito Ortiz 完成上週的拳賽復歸隊伍。
  - Omarosa 向 Trump 婉拒 Stephen 加入，但 Trump 表示不欲聽從。
  - Stephen Baldwin 在第一天比賽因為要為教會講道而未能出現。
  - Omarosa 起初打算因 Stephen Baldwin 缺席第一天比賽為由而帶他進最後會議室，但 Trump 指這就如同Gene Simmons 被解僱時一樣，Stephen並非隊伍落敗的原因，認為這不是一個好主意。不同於 Gene，Omarosa 聽後猶豫一會，決定改為帶 Marilu Henner 和 Nely Galán 進最後會議室。
  - Lennox Lewis 為其慈善團體籌得 $20,000。

### 第七週 - The Mane Event
- 美國播映日期：2008年2月14日
- 明珠台播映日期：2008年8月30日
- 任務： 兩隊要在中央公園利用乘坐馬車去賺取最多金錢。
- Hydra 項目經理： Piers Morgan
  - 張力: 在任務開始後五分鐘， Piers Morgan 已開除了 Omarosa，但她拒絕離開並繼續爭執。
- Empresario 項目經理： Trace Adkins
- 評審： Donald Trump, Ivanka Trump, George Ross
- 勝出隊伍：Hydra 
  - 勝出原因： 雖然 Piers Morgan 與 Omarosa 在任務中持續口角，但 Piers, Lennox Lewis 和 Carol Alt 的不少聯絡人都在最後關頭前來、使到 Hydra 勝出。
- 落敗隊伍：Empresario
  - 落敗原因：難以特定指出 Empresario 有甚麼行動導致他們落敗，他們團結、努力工作、而且經常保持馬車有乘客。 可說只因 Hydra 最後一刻出現大額捐款才導致他們落敗。
  - 進入「最後會議室」的參賽者：沒有「最後會議室」
  - 被解僱：是次Donald決定不開除「最後會議室」任何一人，原因是團結一致，且做事勤力，表現出色（「飛黃騰達」系列中第一次出現這種決定）。
- 特別事項：
  - Tito Ortiz 與 Trace Adkins 調往 Empresario，而 Omarosa 及 Carol Alt 則調到 Hydra。此外，這是節目系列中首次在同一集內出現兩次隊伍重組。而在這一集完結時，Trump 要求 Omarosa 調到 Empresario、Marilu Henner 調到 Hydra。
  - 首次由 Trump 挑選隊員組成新隊伍 （以往季度都由參加者自己選擇）。
  - 由於難以決定解僱對象，這也是節目系列中 Trump 首次詢問 Empresario 會否有人自願退出。
  - Tito Ortiz 第二度向他女友 Jenna Jameson 籌款。而 Stephen Baldwin 同樣地再次向他兄長 Billy Baldwin求助。
  - Trace Adkins 得到樂隊「大富豪（英语：Big & Rich）」的成員約翰·李奇（英语：John Rich）幫助。
  - Trump 比較希望 Hydra 落敗，以解除 Piers Morgan 與 Omarosa 之間的磨擦。
  - 因 Omarosa 不斷攻擊 Piers 的前妻和孩子，令Piers Morgan 與 Omarosa 之間的問題更見嚴重。Omarosa的敵對行為令 Piers 向 Trump 指出他不願再與 Omarosa 共事，要麼開除他、要麼就分開他們。Trump 選擇分開他們。
  - Marilu Henner 是系列中首位與每一位組員都合作過的人。
  - Piers Morgan 為其慈善團體籌得 $65,000。

### 第八週 - Quality, Value, and Chaos
- 播映日期: February 21, 2008
- 贊助公司: QVC
- 任務: 兩隊要在QVC 電視節目上現場推廣他們挑選的產品。
- Hydra 項目經理: Marilu Henner
- Empresario 項目經理: Stephen Baldwin
- 評審: Donald Trump、Ivanka Trump、Donald Trump, Jr.
- 勝出隊伍: Empresario
  - 勝出原因: Trace Adkins 在示範吸塵器時解說得很鎮定，而且 Donald Trump 喜歡他使用核桃和螺栓作示範的點子。此外，他們提供了分期付款（"Easy Pay"）的方法、而 Hydra 沒有。Empresario 的收入亦較多。
- 落敗隊伍: Hydra
  - 落敗原因: Hydra 售價較低，由於不知道QVC有其他付費計劃，結果收入不及 Empresario。而且， Trump 認為 Marilu Henner 在推廣產品時說得太多。
  - 進入「最後會議室」的參賽者: Marilu Henner、Lennox Lewis 及 Piers Morgan
  - 被解僱: Marilu Henner，因為她沒有帶理應同樣要為失敗負責的 Carol Alt 回最後會議室，而且Marilu 曾為 QVC 工作五年而辯稱不知道有 Easy Pay 付費系統。而她的饒舌亦令 Trump 決定解僱她。
- 特別事項:
  - 如同上集所說，Marilu Henner 與 Omarosa 對調隊伍。
  - Piers Morgan 在會議室稱 Lennox Lewis 為「睏小子」，Trump 認為這是對 Lennox 侮辱。
  - 原本兩隊均希望得到梯子，在拋硬幣後由 Hydra 得到，而 Empresario 選擇了吸塵器。
  - 這代表今季只有一人在身處 Hydra 時被解僱。
  - Carol Alt 與 Marilu Henner 均在 QVC 工作過，但都沒有注意到他們的付費計劃。
  - Omarosa 希望 Trace Adkins 事前練習操作吸塵器，但 Stephen Baldwin 選擇不這麼做。
  - Stephen Baldwin 在是次任務中為其慈善團體籌得 $20,000，至今共籌得 $89, 324。
  - 這是 Empresario 第二次、也是最後一次勝出。

### 第九週 - The Money Shot
- 播映日期: February 28, 2008
- 贊助公司: Dial Corporation and Redbook
- 任務: 兩隊需為 Redbook 雜誌設計一份四頁的配圖文字，去推廣 Dial 公司的肥皂。
- Hydra 項目經理: Carol Alt
- Empresario 項目經理: Tito Ortiz
- 評審: Donald Trump, Ivanka Trump, George Ross
- 勝出隊伍: Hydra
  - 勝出原因: 他們的產品訊息同時針對了Redbook 的目標讀者及 Dial 的品牌，尤其是使用 Carol Alt 作為模特兒針對 Redbook的目標讀者。
- 落敗隊伍: Empresario
  - 落敗原因: 他們並未作出必需的冒險、沒使用 Trace Adkins 挑逗性的圖片，而且產品訊息亦不清晰。加上 Tito Ortiz 在說明時太緊張亦影響了他們的表現。
  - 進入「最後會議室」的參賽者：沒有「最後會議室」需要，因為企業隊只餘下4名成員
  - 被解僱: Tito Ortiz，因為他說明時太顫抖，以及在決策時被 Stephen Baldwin 壓倒 。
- 特別事項:
  - Carol Alt 自認自己擔當項目經理是個明智的決定，因她曾5次在 Redbook 封面出現。
  - Omarosa 曾站出來表示希望當項目經理，但當聽到 Trump 表示他很大機會會解僱落敗隊伍的項目經理後，她猶豫後決定推 Tito Ortiz 當項目經理。他在幾近受壓下同意擔任。
  - Omarosa 打算拍 Trace Adkins 以及兩位男模特兒赤裸上身的照片，但 Stephen Baldwin 認為在 Redbook 上刊登會太冒險，於是他說服 Tito Ortiz 變得比較保守。
  - Carol Alt 在此任務後與 Stephen Baldwin 並列兩戰全勝的項目經理。
  - 在剩下的七名參加者中，只有 Carol Alt 和 Omarosa 是女性，這是系列以來在最後七人中最少女性的一季。
  - 雖然 Trump 實際上未容許，但他問 Tito Ortiz 若有機會會保住誰，Tito 希望是 Omarosa 。
  - 即使 Tito Ortiz 被解僱，TrumpTrump 仍額外送了 $50,000 給他的慈善團體。加上在第三集作為項目經理所得， Tito 共籌得 $70,000。
  - Carol Alt 在是次任務再得另外 $20,000，至今共為其慈善團體籌得共 $40,000。

### 第十週 - Painting By Numbers
- 播放日期: March 6, 2008
- 贊助公司: Artaissance[1]
- 任務: 選一位畫家，舉行畫展並出售其作品，並賺取最多利潤。
- Hydra 項目經理: Piers Morgan
- Empresario 項目經理: Omarosa
- 評審: Donald Trump; Ivanka Trump; Donald Trump, Jr.
- 勝出隊伍: Hydra
  - 勝出原因: Hydra 選擇了一位有更多畫作、更高售價的畫家。而 Piers Morgan 亦請來大批支持他的聯絡人。此外，Carol Alt 亦挖走了 Stephen Baldwin 其中一位買家。
- 落敗隊伍: Empresario
  - 落敗原因:  Empresario 在銷售數量和利潤上都遠比 Hydra 為少。
  - 進入「最後會議室」的參賽者: Omarosa、 Trace Adkins 及 Stephen Baldwin。
  - 被解僱: Omarosa，因其作為項目經理的連敗紀錄、以及其成績差距是本節目系列有史以來最懸殊的。
- 特別事項:
  - Omarosa 曾在任務一開始時指她曾在第一季中因同類任務而落敗，並自薦當項目經理。而 Piers 聽到後亦同樣自薦。
  - Trump 在宣佈任務時邀請參加者到 Trump Tower 去看他太太 Melania 和兒子 Barron。
  - Hydra 共得 $164,000 而 Empresario 則只有 $7,000（相差23倍）。據 Trump 所言，這是本節目系列有史以來結果最懸殊的落敗。
  - 在數量上，Hydra 售出14 幅畫作，而 Empresario 只售出3幅低價畫作。
  - Omarosa 是本節目系列中第一位三次擔任項目經理而全部落敗的人。
  - Piers Morgan 請求 Trump 解僱兩位Empresario成員 （Omarosa 及 Stephen Baldwin） 。
  - Piers Morgan 表示該次任務不單是"公事"，也是 "個人恩怨"。當Omarosa 在最後會議室指他是櫥櫃裡的人時，Piers 被邀請回會議室自辯，他諷刺的吻了 Trace Adkins 臉頰。
  - Piers Morgan 在是次任務共賺到 $51,300 利潤，至今共為其慈善團體籌得 $116,300 。

### 第十一週 - Bread and Badda-Bing
- 美國播映日期：2008年3月13日
- 明珠台播映日期：2008年10月4日
- 贊助公司：Quiznos Sub
- 任務： 每組需要創作一種新的三明治給Quiznos售賣，他們只有兩小時預備和兩小時售賣。而且不允許聯絡他們的聯絡人。
- Hydra 項目經理：Lennox Lewis
- Empresario 項目經理：Trace Adkins
- 評審：Donald Trump, Ivanka Trump及Daryl Roth
- 勝出隊伍: Hydra
  - 勝出原因： 他們妥善地使用Lennox Lewis為推銷工具，並售出不少三明治。
- 落敗隊伍：Empresario
  - 落敗原因：Empresario售賣出很小量，即使Stephen Baldwin在鏡頭前表示已賣出所有三明治。他們的策略是利用Trace Adkins 招徠，但是他在紐約的知名度遠比在南部低。
  - 進入「最後會議室」的參賽者: Trace Adkins及Stephen Baldwin留在會議室
- 被解僱： Stephen Baldwin，因為他們倆一樣地好，Ivanka及Donald最後商討並覺得Stephen於過去數週任務的貢獻比較少，而且並沒有為籌得款項。
- 特別事項：
  - 於本週末段，Trump表示會於該晚解僱多兩位參賽者，只餘下兩位參賽者進入最後任務。
  - Trace Adkins是唯一一個四強參賽者並未於當項目經理時勝出過任何任務。
  - 經過11週後，Empresario只勝出過兩週的比賽，並成為眾多季度中落敗最多的隊伍。同樣地，Hydra 只輸過兩週，並成為眾多季度中最團結的隊伍。
  - 當 Hydra 連續的第三場勝仗，基於此因素，並沒有任何參賽者於 Hydra 內被解僱，唯一一個被淘汰的參賽者是於第五週請辭的Vincent Pastore。
  - 這是首次四強中的兩名參賽者是來至美國以外的地方，Lennox Lewis及Piers Morgan同樣地來自英國。

### 第十二週 - Going Once, Twice, You're Fired
- 美國播映日期：2008年3月20日
- 贊助公司： Trump 要求四位參賽者接受 Jim Cramer 與 Erin Burnett 的面談，從而再解僱兩位參賽者。
- 首先被解僱: Lennox Lewis 被認為太鬆散、欠缺目標，而且承認他在工作中需要 Piers Morgan。
- 其次被解僱: Carol Alt。雖然實際上她沒有做出令自己被解僱的行為，而事實上，兩位評審在面談中對她的專業精神留下深刻印象。可是，Trump 看到 Trace Adkins 與 Piers Morgan 的對立就如同「善惡之戰」，希望在最後任務中看到他們對戰，因而解僱 Carol。
- 贊助公司：Backstreet Boys, Auction Society
- 任務： 組織一個慈善拍賣會與及由 Backstreet Boys 演出的音樂會。兩位參賽者需共同協力，其中一位負責布置場地和處理樂隊、而另一位則負責餐飲和慈善拍賣項目。兩位要商討如何分配拍賣品、並可自行添加拍賣品，而拍賣所得會直接撥入其慈善團體。任務會以以下三點評審：處理自己任務、拍賣收入和門票收入。Trace 決定負責布置場地和處理樂隊、而 Piers 則負責餐飲和慈善拍賣項目。
- 評審： Donald Trump, Ivanka Trump 及 Donald Trump Jr.
- 特別事項：
  - Piers 是 Jim Cramer 與 Erin Burnett 兩位評審最不喜歡的一個。兩位都則屬意 Trace 與 Carol 作為最終參賽者。然而 Trump 選擇了 Trace 和 Piers，因為他想看到「善惡之戰」、「英美之戰」。
  - Trump 帶回四位早前被解僱的名人，讓 Piers Morgan 與 Trace Adkins 挑戰成為其隊員。在拋硬幣決定先後次序後，Trace Adkins 先選，他選了 Marilu Henner 和 Lennox Lewis ，而 Piers Morgan 則選了 Stephen Baldwin 及 Carol Alt。

### 第十三週 - 完結篇：Under the Hammer
- 美國播映日期：2008年3月27日
- 贊助公司：沒有
- 任務： 延續上一集的任務：舉辦慈善拍賣、以及由 Backstreet Boys 演出的音樂會。
- 評審： Donald Trump, Donald Trump Jr., Ivanka Trump
- 勝出者： Piers Morgan
- 被解僱： Trace Adkins
- 特別事項：
  - 作為勝出者，Piers 得到 $250,000 ，總共為他的慈善團體籌得超過四十萬美元。
  - 作為 Piers 的作戰策略的一部份，即使會在門票收益上敗給 Trace，他把所分配到的50張門票，送出其中20張給他的慈善團體，邀請受傷士兵到場；而且他決定在拍賣中不提供食物，以求賓客喝得微醺以利拍賣。
  - 在未公開播出的網上片段中， Trump 捐出$20,000 給予 Marilu Henner 的慈善團體，因為他認為她值得。[2]

## 外部連結
- 官方網站 （页面存档备份，存于）

### 參賽者網站
- Trace Adkins （页面存档备份，存于）
- Carol Alt
- Stephen Baldwin （页面存档备份，存于）
- Nadia Comaneci （页面存档备份，存于）
- Tiffany Fallon （页面存档备份，存于）
- Jennie Finch （页面存档备份，存于）
- Nely Galán （页面存档备份，存于）
- Marilu Henner （页面存档备份，存于）
- Lennox Lewis （页面存档备份，存于）
- Omarosa （页面存档备份，存于）
- Tito Ortiz （页面存档备份，存于）
- Vincent Pastore （页面存档备份，存于）
- Gene Simmons （页面存档备份，存于）